# Szew węgłowy

Czaszka człowieka. Szew węgłowy zaznaczony czerwonym kolorem

Szew węgłowy, szew potyliczno-ciemieniowy (łac. sutura lambdoidea) – szew czaszki łączący kość potyliczną i kości ciemieniowe. Jest szwem piłowatym. 
U człowieka szew węgłowy łączy silnie zazębione brzegi potyliczne (tylne) obu kości ciemieniowych z brzegiem węgłowym (górnym) łuski kości potylicznej.
Zarasta (kostnieje) u bydła domowego w 1 roku życia, u konia domowego i świni domowej w 4–5 roku, a u człowieka około 40–50 roku życia.